# Jizerskohorské pomníčky

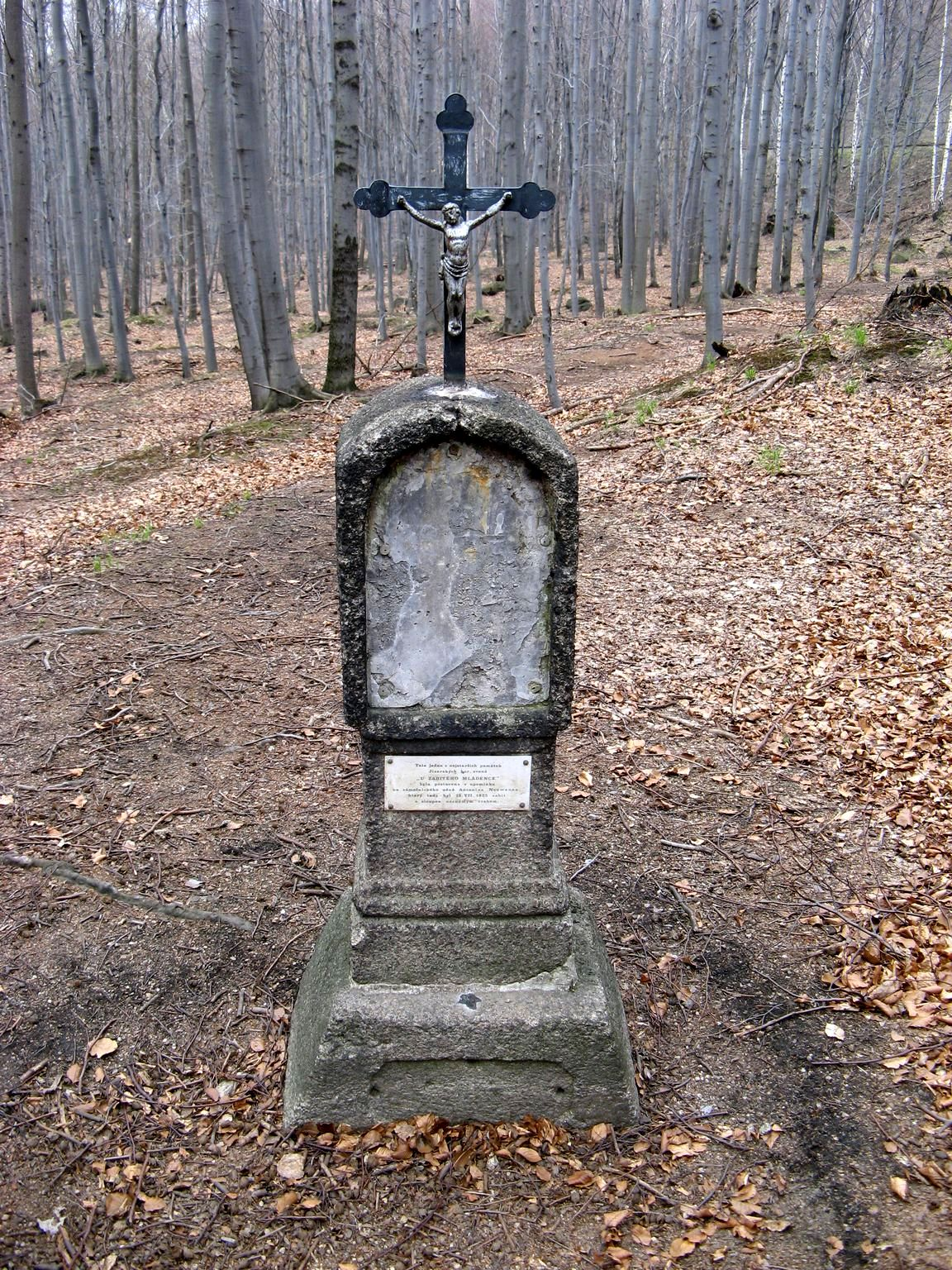
Kamenný pomníček U zabitého mládence při pohledu od Staré poutní cesty

Jizerskohorské pomníčky představují drobné památky na nejrůznější události (většinou neštěstí či nehody se špatným koncem) nejčastěji ve formě křížků, destiček, tesaných památek, kamenů či pomníků, které se nalézají v Jizerských horách, a to v jejich české i polské části. V Jizerských horách se takových pomníčků nachází neobyvkle velké množství, čímž se staly fenoménem této krajiny
Významné pro zpopularizování jizerskohorských pomníčků a jejich historie bylo vydání Knihy o Jizerských horách od Miloslava Nevrlého v roce 1976. Hledání křížků a pomníčků se pro nejednoho milovníka Jizerských hor stalo doslova sběratelskou vášní. Dalšími badateli, kteří přispěli a přispívají k poznání pomníčků byly a jsou Emil Novák, Herbert Endler, Gerhard Kutnar a další. Opravou pomníčků se zabývá spolek Patron, založený původně roku 1980. Tento spolek vydává (od roku 1990) o pomníčcích čtvrtletník téhož jména. Některé z pomníčků se nalézají na Matouschkově mapě Ještědských a Jizerských hor z roku 1927. Již roku 1925 vyšel o událostech spojených s pomníčky článek "Die Marterln im Isergebirge" Josefa A. Leubnera v 35. čísle ročenky Německého horského spolku pro Ještědské a Jizerské Hory. Německý název pro pomníčky je  Marterln.
Jizerskohorské pomníčky se nacházejí v české i polské části hor (a na Frýdlantsku), na české straně hor je pomníčků odedávna mnohem více. Pomníčky lze rozdělit do několika skupin podle událostí, které jsou s nimi spojené: pomníčky lesnické a lovecké, dřevorubecké (včetně svažečů dřeva), pytlácké a pašerácké, vojenské, pomníčky obětí hor a neštěstí, horolezecké, spojené s náboženskou vírou (včetně drobných kaplí), pomníčky sebevrahů, pomníčky přepadení (včetně vražd) a pamětní místa. S proměnou doby v některých kategoriích (pašeráctví, svážení dřeva) již pomníčky nepříbývají, ale objevují se pomníčky motoristické, lyžařské a cyklistické.
Nejstarším pomníčkem je památka Hanse Preusslera na polské straně hor ze 17. století, ze stejného století (alternativně z 18. století)  pochází o něco mladší Klogertův kámen, který je tak zřejmě nejstarší památkou na české straně hor. Z 18. století pochází tzv. Mešní kámen.

## Významné a známé pomníčky
- Bílá smrt
- Effenbergerův kříž pod Poledníkem
- Expedice Peru 1970
- Gackův pomníček
- Hennrichův kříž
- Hermannova smrt
- Klogertův kámen
- Körnerův kámen
- Krop-Seffův kříž
- Kříž Ořešník
- Malikův kříž
- Málkův kříž
- Melzerův pomník
- Mešní kámen
- Mützelův obrázek
- Památka Hanse Preusslera
- Památka sklářství Kristiánov
- Pomník kancléře Šámala
- Porscheho smrt
- Ruské kříže
- Stammelův kříž
- Streitův obrázek
- U zabitého mládence